# Торгові переговори між Великою Британією та ЄС

Сполучене Королівство помаранчевим; Європейський Союз (27 держав-членів) синім.

Торгові переговори між Великою Британією та ЄС відбулися після Brexit між Сполученим Королівством та Європейським Союзом щодо торговельної угоди, яка спростить торгівлю, ніж це було б без такої угоди. Угода охоплюватиме як тарифні, так і нетарифні бар’єри в торгівлі. Переговори офіційно завершилися 24 грудня 2020 року угодою, схваленою в принципі Прем’єр-міністром Великої Британії (від імені Великої Британії) та (від імені ЄС) Президентом Європейської Комісії.[1] Результатом стала Угода про торгівлю та співпрацю (TCA) між ЄС і Великою Британією. Під час переговорів щодо Brexit у 2017 році (угоди про вихід) обидві сторони погодилися, що торговельні переговори можуть розпочатися лише після виходу Великої Британії, оскільки такі переговори не можуть відбутися, коли Велика Британія все ще має право вето в ЄС.  З цієї та інших причин було визначено перехідний період після дня Brexit, щоб дозволити ці переговори. Перехідний період розпочався 1 лютого 2020 року відповідно до угоди про вихід . Перехідний період мав закінчитися 31 грудня 2020 року, крайній термін, який можна було продовжити на два роки, якщо запит надійшов до 30 червня 2020 року  Британський уряд заявив, що не звертатиметься за таким продовженням  і не зробив цього. Крім того, було заявлено, що єдиний вид торгової угоди, в якій зацікавлена Велика Британія, якщо така є, це торгова угода в канадському стилі .  
Велика Британія вийшла з Єдиного європейського ринку та Митного союзу Європейського Союзу з 1 січня 2021 року  Торговельна угода сприяє торгівлі між ЄС і Великою Британією, на яку припадає 49% міжнародної торгівлі Великої Британії.  Торговельна угода в канадському стилі пропонує Великій Британії зниження більшості митних тарифів між ЄС і Великою Британією, але без скасування ПДВ, митних і фітосанітарних перевірок.  Механізми домінуючого сектору фінансових послуг мають особливе значення для Великої Британії. 

## Команди переговірників

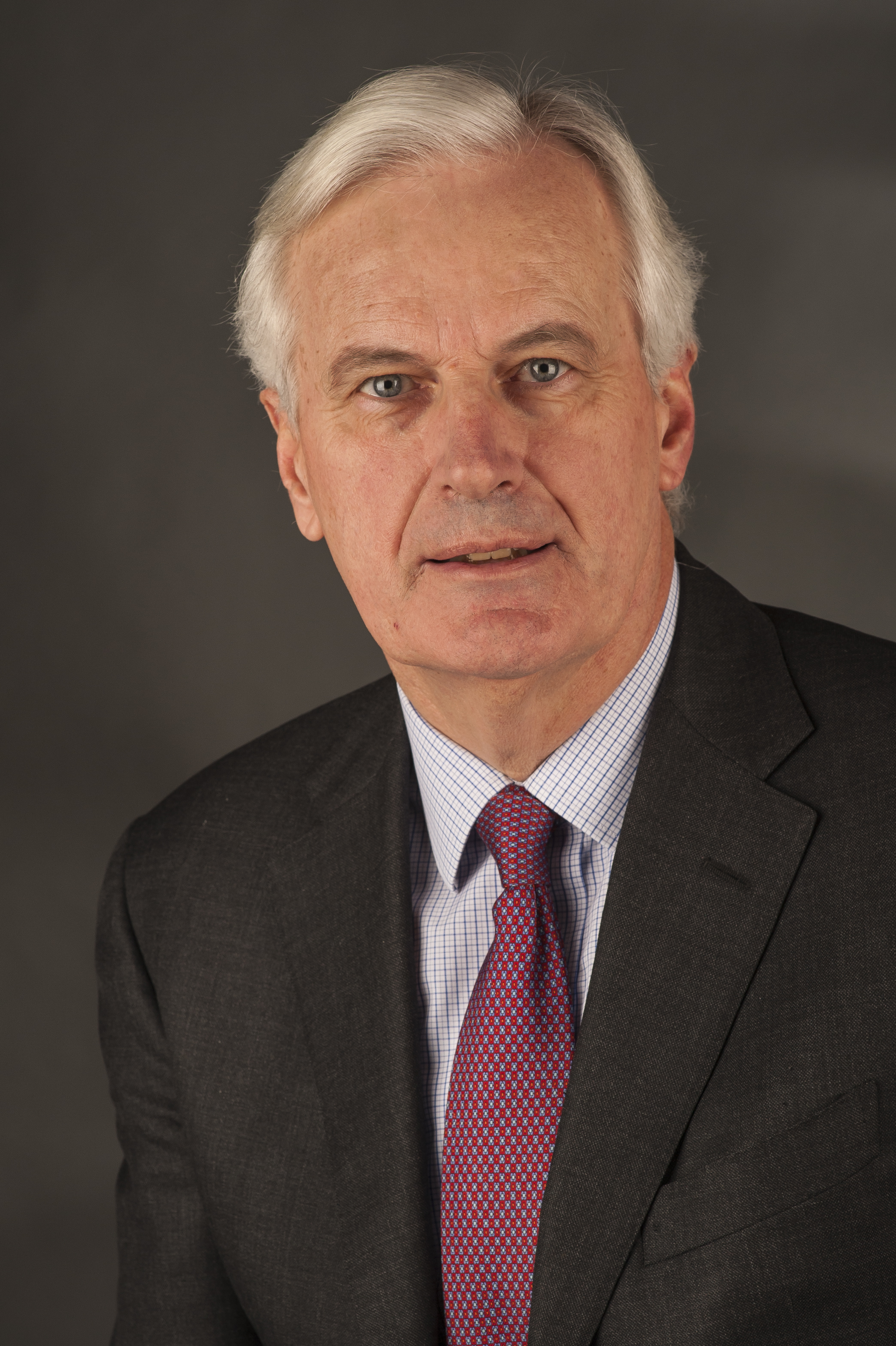
Мішель Барньє

Прем'єр-міністр Великої Британії Борис Джонсон обрав кар'єрного дипломата Девіда Фроста головним переговірником.
З боку ЄС головним учасником переговорів був Мішель Барньє , який отримав мандат на переговори від Європейської Ради 25 лютого 2020 року 

## Велика Британія торгує з рештою ЄС до Brexit
Решта ЄС (EU27) була найбільшим торговельним партнером Сполученого Королівства до Brexit: у 2018 році блок склав 45% британського експорту та 53% британського імпорту.  За межами ЄС найбільшим торговим партнером Великої Британії є США, на які у 2018 році припадало 19% британського експорту та 11% британського імпорту. 
Для EU27 Велика Британія є другим за величиною експортним ринком (після США) і третім за величиною ринком імпорту (після Китаю та США). 

## Хронологія

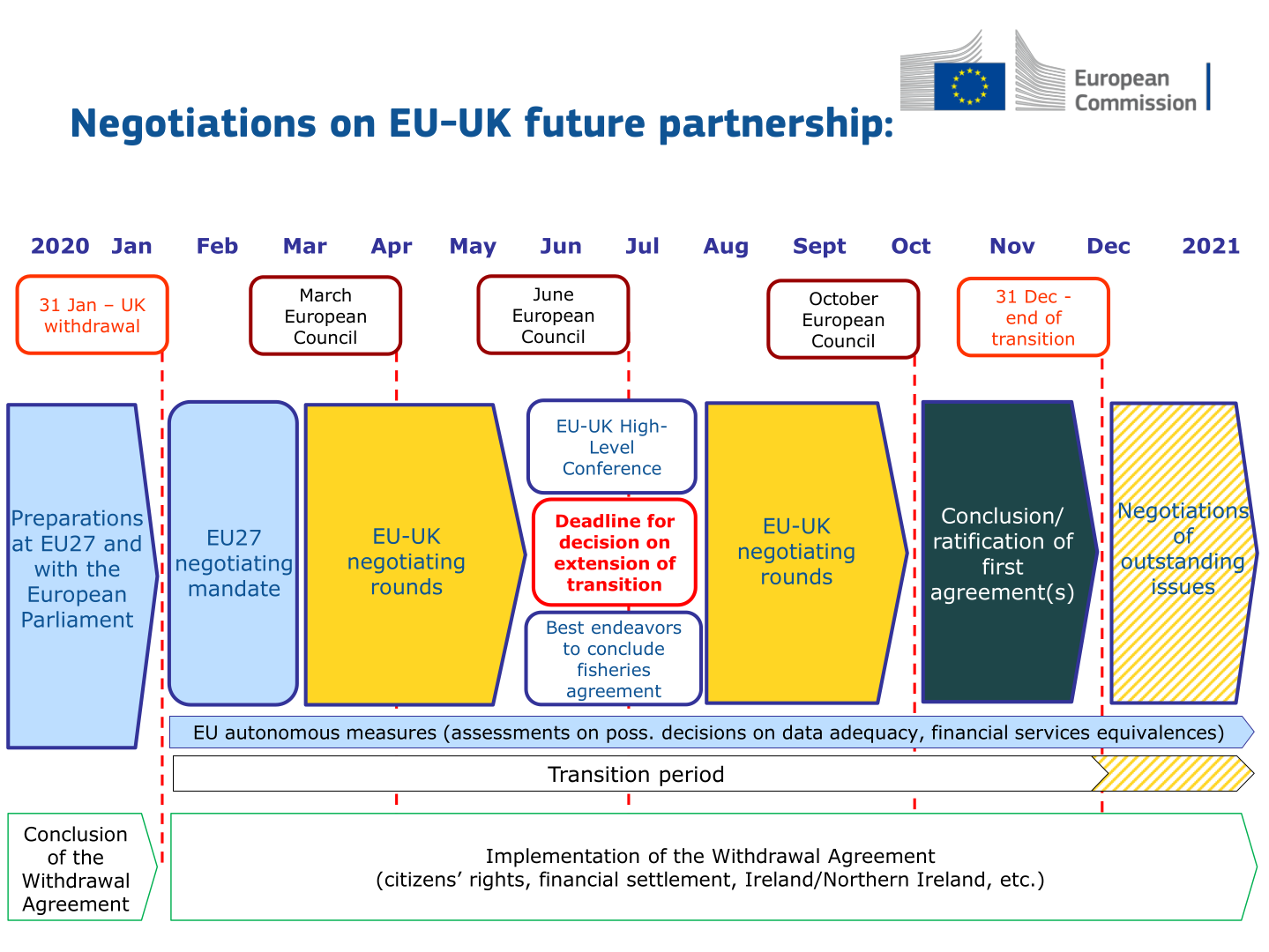
Слайди ЄС із детальним розкладом переговорів про партнерство між ЄС і Великою Британією після Brexit

У лютому 2020 року уряд Великої Британії опублікував підхід Великої Британії до переговорів у документі, представленому прем’єр-міністром до парламенту під назвою «Майбутні відносини з ЄС» . 
Проект переговорної позиції ЄС був опублікований 3 лютого. 
Сполучене Королівство очікувало укладення угоди в канадському стилі, тоді як ЄС вважав, що близькість і розмір його торгівлі робили торговельну угоду в канадському стилі залежною від прийняття Великою Британією заходів «рівних умов гри». 
Європейський мандат було опубліковано 25 лютого 2020 року, а мандат Великої Британії – 27 лютого 2020 року 
Було заплановано десять раундів переговорів кожні три тижні по черзі в Брюсселі та Лондоні. 

### березень 2020 р
Перша офіційна зустріч була запланована на другу половину дня понеділка, 2 березня 2020 року  The Guardian передбачав, що «точками спалаху» будуть «рівні умови гри» (щодо прав працівників, захисту навколишнього середовища, стандартів безпеки продукції та державної допомоги), рибальства, вирішення суперечок, фінансових послуг, безпеки та правоохоронних органів, зовнішньої політики і оборона, транскордонний транспорт, наука та дослідження».  Крім того, ЄС висловив стурбованість тим, що Велика Британія не почала жодної роботи з імплементації Ірландського протоколу в Угоді про вихід (офіційний договір) і що уряд Великої Британії, як видається, не виконує взятих на себе зобов’язань. 
Очікувалося, що перші раунди стосуватимуться регуляторних стандартів і рибальства.   Зрозуміло, що якщо ці пункти не будуть узгоджені до кінця червня, обидві сторони припинять переговори, щоб зосередитися на готовності без угоди . 
Перший раунд переговорів завершився 5 березня 2020 року.  Барньє повідомив про «серйозні розбіжності» між сторонами, посилаючись, зокрема, на небажання Великої Британії офіційно взяти на себе зобов’язання продовжувати участь у Європейській конвенції з прав людини (не членів ЄС) як серйозну перешкоду для безпеки та співпраці між кримінальними розвідками. 
Другий тур, який мав відбутися в середині березня, було відкладено через пандемію коронавірусу в Європі 2020 року .  Обидві сторони вивчали альтернативні способи продовження дискусій, включаючи, якщо це можливо, використання відеоконференцій.  13 березня 2020 року проект пропозицій Європейської комісії було розіслано національним урядам для коментарів;  потім він був опублікований 18 березня. 
Наприкінці березня з'ясувалося, що переговори були припинені через пандемію коронавірусу, що переговори за допомогою відеоконференцій виявились неможливими, і що британська сторона не змогла внести законопроект, над яким сторони могли б працювати.  Наприкінці березня британська сторона заявила, що поділилася своїм текстом, у той час як зростало занепокоєння щодо реалістичності розкладу, встановленого до пандемії.  Також стало відомо, що Сполучене Королівство відхилило запит ЄС на створення постійного технічного офісу в Белфасті, заявивши, що запит буде «виходити за межі того, що передбачено в угоді про вихід».  (Стаття 12 Протоколу щодо Ірландії стверджує, що уряд Великої Британії «несе відповідальність за імплементацію та застосування положень законодавства [ЄС]», але офіційні особи ЄС «мають право бути присутніми під час будь-якої діяльності», пов’язаної з перевірками та контролем). 

### Квітень 2020 р
У квітні, на тлі стурбованості Великої Британії та її держав-членів вирішенням надзвичайної ситуації, пов’язаної з коронавірусом,  коментатори почали дедалі більше сумніватися в практичності розкладу Великої Британії. Аманда Слот, старший науковий співробітник Інституту Брукінгса, зауважила: «За будь-яких обставин дуже важко уявити, як якась великомасштабна торгова угода між Великою Британією та ЄС буде укладена до кінця року».  Попередні переговори відновилися 15 квітня, обмежившись узгодженням поетапності наступних переговорів, які мають завершитися в червні 2020 року  (Дедлайн завершення переговорів – 30 червня 2020 року).  Наступного дня головний переговірник Великої Британії Фрост повторив позицію свого уряду про те, що кінцева дата не буде змінена:
 
Тиждень повних переговорів розпочався 20 квітня за допомогою відеоконференції. Питання, які потрібно було розглянути, включали майбутні торговельні відносини, політику безпеки, правила торгівлі та спірне питання прав на рибальство.  Під час брифінгу для журналістів наприкінці тижня Барньє висловив розчарування та розчарування відсутністю прогресу.  У коментарі The Guardian «представник Великої Британії відкрито поставив під сумнів цінність угоди, запропонованої Брюсселем, у порівнянні з результатом без угоди».  Як повідомляє The Guardian, «обидві сторони переговорів визнають, що мало шансів досягти згоди з найбільш спірних питань без серйозного перегляду позицій».  Financial Times підсумувала тижневі переговори як «підкреслення […] того, що Велика Британія та ЄС прагнуть домовитися про принципово різні проекти». 

### Травень 2020 року
13 травня Велика Британія оголосила, що збирається створити прикордонні контрольні пости в Белфаст-Харборі, Ларні та Уорренпойнті для управління худобою та сільськогосподарською продукцією відповідно до Ірландського протоколу в угоді про вихід.  В угоді про вихід зазначено, що Північна Ірландія продовжуватиме дотримуватися правил єдиного європейського ринку щодо сільськогосподарських і промислових товарів. 
15 травня травневий раунд торговельних переговорів (за допомогою відеоконференції) завершився гостротою, коли кожна сторона звинуватила іншу у відсутності прогресу.  Поки тривали ці переговори, відповідальний міністр Кабінету міністрів Майкл Гоув підняв питання про те, чи може бути кращим варіантом угода, заснована на квотах і тарифах (наприклад, Угода CET між ЄС  –  Канадою), але джерела в ЄС відкинули ідею узгодження умов у часі. доступний.  19 травня уряд Великої Британії опублікував проект тексту угоди. 
Наприкінці травня The Guardian повідомила, що Комітет з рибальства Європейського парламенту «погрожував, що накладе вето на будь-яку угоду, яка не включає «збалансовану угоду» щодо квот на вилов риби». 

### червень 2020 р
На початку червня раунд переговорів знову завершився без «суттєвого прогресу», але, як повідомляє Financial Times, «після цього обидві сторони продемонстрували нові ознаки готовності піти на компроміс для досягнення угоди».  Сторона ЄС виявила «гнучкість» щодо застосування своїх правил державної допомоги, а Велика Британія зробила те саме щодо прийняття деяких тарифів . 
Наприкінці червня канцлер Німеччини Ангела Меркель припустила, що перспективи взаємного компромісу зменшуються, а перспективи Brexit без угоди зростають. 
Місяць закінчився із закінченням терміну, коли Велика Британія подала запит на продовження перехідного періоду. Такого запиту не надходило.

### Липень 2020
Очні переговори, які розпочалися 29 червня і мали тривати до 3 липня, завершилися гостротою 2 липня, але прогресу не було досягнуто.  Раніше того тижня високопоставлені британські промисловці попередили прем’єр-міністра Джонсона про «надзвичайно згубні наслідки «Брекзиту без угоди»». 
Подальший раунд переговорів, який закінчився 23 липня, знову був визнаний безрезультатним обома сторонами, причому перспектива «без угоди» вважалася все більш імовірною, але не неминучою. 

### серпень 2020 р
Серпневий раунд переговорів завершився 21 серпня з «незначним прогресом».   Головний представник ЄС на переговорах Мішель Барньє, зазначивши, що залишилося мало часу, сказав, що «здається малоймовірним», що угода може бути досягнута.  Головний представник Великої Британії на переговорах Девід Фрост сказав, що «угода все ще можлива, і це все ще наша мета, але очевидно, що її буде нелегко досягти. Якщо ми хочемо її реалізувати, необхідна суттєва робота в різних сферах потенційної майбутньої співпраці Великої Британії та ЄС. Цього тижня у нас були корисні дискусії, але прогресу мало».  Барньє поставив під сумнів раптове здивування Великої Британії щодо неминучої втрати прав міждержавного (а не внутрішньодержавного) каботажних перевезень для британських перевізників, оскільки це перевага єдиного ринку, який Велика Британія вирішила залишити  і ніколи не була доступна для третіх країн. 

### вересень 2020 р
На початку вересня головні учасники переговорів неофіційно зустрілися в Лондоні, щоб обговорити відсутність прогресу, але «прориву не було».  Обидві сторони кажуть, що стає все менш імовірним, що угода може бути досягнута раніше кінцевого терміну.  7 вересня Джонсон заявив, що якщо угода не буде укладена до 15 жовтня, угоди не буде.  Барньє вже сказав (26 серпня), що угода має бути досягнута до 31 жовтня, щоб Рада та обидва парламенти ратифікували її вчасно (наприкінці грудня). 
Клімат переговорів змінився, коли 6 вересня The Financial Times повідомила, що уряд Великої Британії планує розробити нове законодавство, яке обійде угоду про вихід, зокрема Протокол Північної Ірландії .   Запропонований новий закон надасть міністрам Великої Британії повноваження в односторонньому порядку визначати, про яку державну допомогу потрібно повідомляти ЄС, а також визначати, які продукти, на їхню думку, ризикують ввезти до Ірландії з Північної Ірландії (угода про вихід зазначає, що за відсутності взаємна згода, всі продукти повинні розглядатися як ризиковані).  Уряд захистив цей крок, заявивши, що законодавство відповідає протоколу та лише «прояснило» двозначність у протоколі. 
Урсула фон дер Ляйєн попередила Джонсона не порушувати міжнародне право, заявивши, що виконання Великою Британією угоди про вихід є «передумовою для будь-якого майбутнього партнерства».  The Guardian повідомила на основі телеграм, надісланих державам-членам, що комісія відчуває зростаючу недовіру до уряду Великої Британії та його мотивів і стратегій.  8 вересня держсекретар у справах Північної Ірландії Брендон Льюїс заявив парламенту Великої Британії, що неминучий урядовий законопроект про внутрішній ринок Сполученого Королівства «порушить міжнародне право дуже конкретним і обмеженим чином». 
Законопроект оприлюднено з пояснювальною запискою 9 вересня 2020 року. Наступного дня, у четвер, 10 вересня 2020 року, віце-президент Спільного комітету ЄС-Велика Британія, єврокомісар Марош Шефчович, під час позачергової зустрічі в Лондоні висловив занепокоєння ЄС Майклу Гоуву, заявивши, що ухвалення законопроекту «означало б надзвичайно серйозне порушення Угоди про вихід і міжнародного права».  ЄС вимагав відкликати законопроект до кінця вересня , додавши, що «Європейський Союз не буде соромитися» використовувати механізми та засоби правового захисту для усунення порушень юридичних зобов’язань, що містяться в угоді про вихід з ЄС .  Гоув сказав, що він «абсолютно чітко» дав зрозуміти, що Велика Британія не відкличе законопроект,  що, на думку коментаторів, може означати кінець торгових переговорів. 
Неофіційні переговори відновилися протягом тижня, що закінчився 18 вересня, але офіційних оголошень чи відкритих брифінгів не було; тим не менше британська сторона повідомила, що між командами було досягнуто «деякого обмеженого прогресу». 
Ursula von der Leyen, 29 October 2020
1 жовтня Комісія надіслала уряду Сполученого Королівства «лист-повідомлення про порушення своїх зобов’язань за Угодою про вихід» через відмову останнього вилучити суперечливі пункти в законопроекті про внутрішній ринок уряду Сполученого Королівства.  Лист позначає «перший крок процесу порушення».  Раніше того тижня міністр закордонних справ Ірландії Саймон Ковені зауважив, що багато проблем ЄС «зникнуть», якщо буде укладено торгову угоду. 
Водночас дев’ятий раунд переговорів (розпочався наприкінці вересня) завершився 2 жовтня без помітного прогресу. У публічній заяві М. Барньє повідомив, що триває «зближення торгівлі товарами, послугами та інвестиціями, цивільного ядерного співробітництва та участі в програмах Союзу»; «нові позитивні зміни в деяких питаннях, таких як авіаційна безпека, координація соціального забезпечення та дотримання основних прав і індивідуальних свобод»; «відсутність прогресу в деяких важливих питаннях, таких як захист персональних даних, зобов’язання щодо зміни клімату або ціноутворення на вуглець ».  Однак існували «постійні серйозні розбіжності з питань, які мають велике значення для Європейського Союзу», зокрема «тверді, довгострокові гарантії відкритої та чесної конкуренції», «надійні механізми правозастосування та врегулювання суперечок, а також ефективні засоби правового захисту» та « стабільну, стійку та довгострокову угоду про рибальство». 
У середині жовтня виявилося, що переговори майже провалилися. У прес-релізі після засідання Європейської ради (глав урядів) 15 жовтня  Рада висловила свою оцінку, «що прогрес у ключових питаннях, що становлять інтерес для Союзу, все ще недостатній для досягнення угоди»., і "закликав Сполучене Королівство зробити необхідні кроки, щоб зробити угоду можливою".  Наступного дня уряд Великої Британії відповів, що «більше не буде переговорів про торгівлю та безпеку, доки ЄС не прийме принципову зміну підходу», і що Велика Британія буде готуватися до торгівлі на умовах СОТ  . «Торгові переговори завершено – [ЄС] фактично покінчив з ними вчора, коли вони заявили, що не хочуть змінювати свою переговорну позицію», — сказав речник The Guardian .  Того ж дня британський переговірник Фрост відкликав своє запрошення Барньє на десятий раунд переговорів, який мав розпочатися в Лондоні 19 жовтня , але вони залишатимуть канали зв’язку відкритими.  Після тижня, який The Guardian описав як «театралізацію», переговори відновилися 22 жовтня.  Резюмуючи стан переговорів наприкінці місяця, репортер The Financial Times написав, що «люди, які брали участь у переговорах, сказали, що інтенсивні переговори в Лондоні на початку цього тижня забезпечили значний прогрес у складанні тексту угоди, але справжні прориви в невирішені питання залишалися нерозкритими».  18 жовтня сімнадцять бізнес-асоціацій, у тому числі Конфедерація британської промисловості, втрутилися, щоб закликати сторони досягти угоди якнайшвидше, заявивши, що «сектори від автомобільної до авіації, хімічної промисловості до творчих галузей, а також сільського господарства та харчової промисловості до фармацевтичної продукції – це єдині: забезпечення швидкої угоди має велике значення для роботи та засобів до існування». 

### листопад 2020 р
8 листопада Джонсон заявив, що контури угоди чіткі, і угода має бути укладена. 
20 листопада фон дер Ляєн заявила, що після важких тижнів з дуже, дуже повільним прогресом було більше рухів у проблемних питаннях. 
Незважаючи на інтенсивні переговори, які тривали протягом вихідних 28-29 листопада, місяць завершився без вирішення двох проблемних питань: права на рибальство та вирішення спорів щодо державної допомоги. Згідно з ITV News, «вважається, що прогрес досягнутий у багатьох сферах, але, як кажуть, значні прогалини залишаться в доступі ЄС до рибальських вод Великої Британії, коли перехідний період закінчиться 31 грудня». 

### Грудень 2020
4 грудня учасники переговорів Барньє і Фрост оголосили, що не змогли досягти згоди, і передали це питання своєму начальству.  5 грудня Джонсон і фон дер Ляєн обговорили безвихідь і погодилися, що їхні переговорники мають зробити наступну спробу наступного дня.  Ці переговори не вийшли з мертвої точки, і 9 грудня Джонсон і фон дер Ляєн зустрілися віч-на-віч.  Після обговорення, названого «відвертим» і без очевидного прориву, учасникам переговорів було наказано продовжити до 13 грудня, коли обидві сторони вирішать, чи буде доцільним продовження.  Після телефонної розмови між Джонсоном і фон дер Ляєн 13 грудня обидві сторони оприлюднили спільну заяву, уповноваживши своїх учасників переговорів продовжити переговори без визначеного кінцевого терміну. 
17 грудня лідери основних політичних угруповань Європейського парламенту (за винятком Зелених) оголосили неділю, 20 грудня, як найпізнішу можливу дату для представлення проекту угоди на їх розгляд і можливої ратифікації до кінця року.  Цей термін теж було пропущено.  Якщо учасники переговорів досягнуть згоди до закінчення перехідного періоду, Раді міністрів і Кабінету міністрів Великої Британії може знадобитися дати тимчасове схвалення, щоб уникнути виходу без угоди; таке схвалення підлягатиме подальшому розгляду та ратифікації (або відхиленню) європейським і британським парламентами у 2021 році 
24 грудня президент Європейської комісії та прем’єр-міністр Сполученого Королівства оголосили, що вони узгодили остаточний проект угоди, Угоди про торгівлю та співпрацю між ЄС та Великою Британією, яка підлягає ратифікації Європейською Радою, Європейським Парламентом та Парламент Великої Британії.  28 грудня посли Європейського Союзу одноголосно схвалили проект угоди, відкривши шлях для її тимчасової дії з 1 січня.  30 грудня Палата громад Сполученого Королівства схвалила угоду з Європейським Союзом 521 голосом проти 73 

## Основні теми

### Регуляторне узгодження
Сполучене Королівство та ЄС домовилися про свою мету щодо угоди про вільну торгівлю без будь-яких обмежень на імпорт чи експорт, відомої як нульові тарифи, нульові квоти. 
Під час переговорів, що передували Brexit, деякі міністри британського уряду заявили, що Велика Британія прагнутиме відійти від правил і стандартів ЄС. Це підтвердив Джонсон одразу після Brexit. 
Питання гармонізації законодавства полягає в тому, що ЄС вважає, що Великій Британії потрібно буде «тісно стежити» за правилами ЄС (щодо безпеки продукції, захисту навколишнього середовища, прав працівників, субсидій тощо), щоб дозволити «безперешкодну» торгівлю товарами та послугами, тоді як Велика Британія заявляє, що не буде цього робити.  Угода про вихід визнає, що стандарти Великої Британії багато в чому відрізнятимуться від стандартів ЄС (з подальшою втратою торговельних привілеїв у цих регіонах), а Північній Ірландії буде надано особливий статус, щоб тримати відкритим ірландський кордон .
“We aren’t frightened by suggestions there is going to be friction, there are going to be greater barriers. We know that and have factored this in and we look further forward – to the gains of the future,”
Зі свого боку, Європейський Союз очікує, що Велика Британія зобов’яжеться підтримувати «рівні умови гри» з різних тем, щоб запропонувати «надійні» гарантії для забезпечення чесної конкуренції та захисту стандартів.  Президент Європейської комісії Урсула фон дер Ляєн зазначила, що нульові тарифи та квоти вимагають від Великої Британії взяти на себе зобов’язання «нульового демпінгу». 

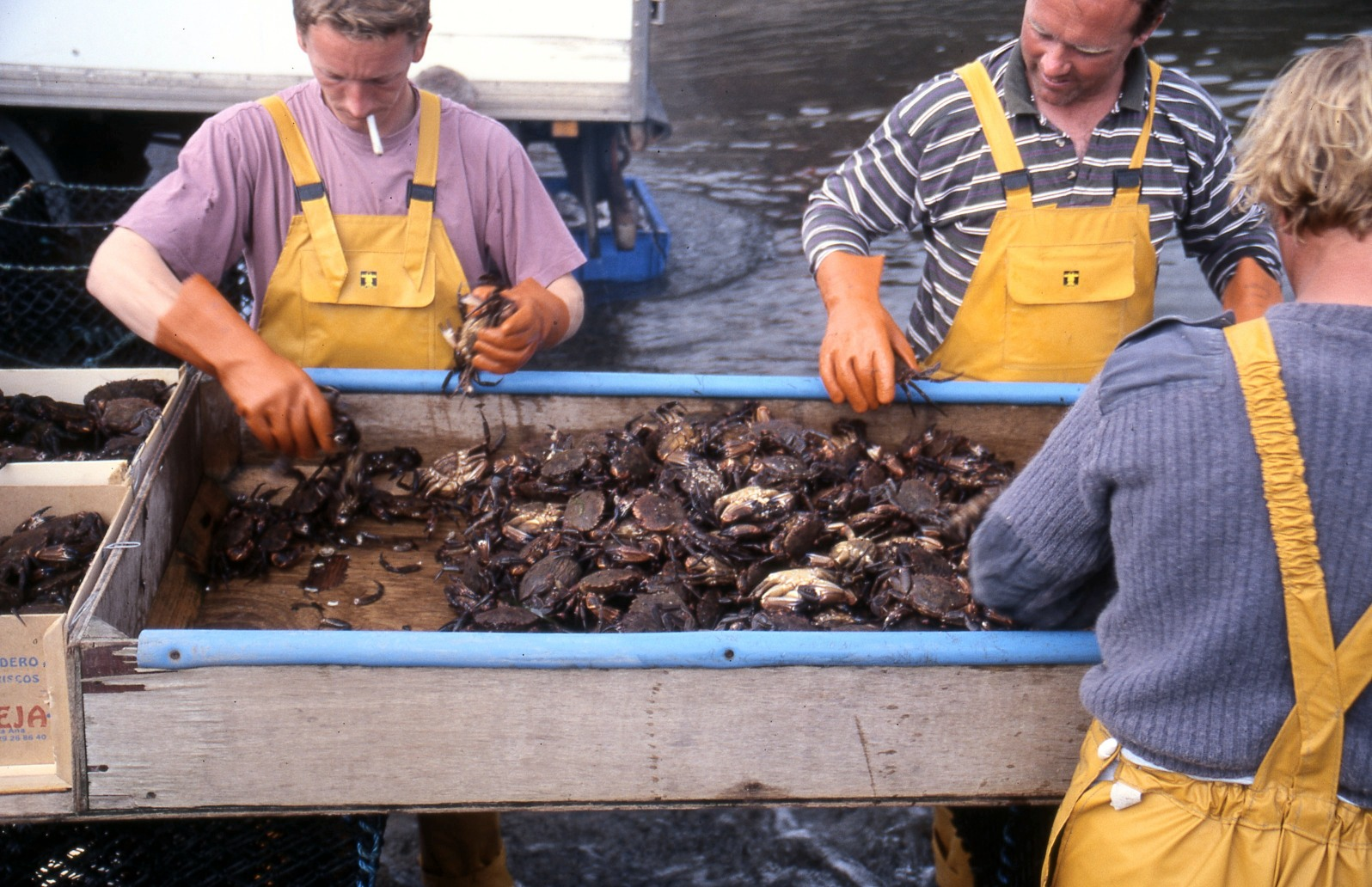
Рибалки сортують оксамитових крабів у Фіоннфорті на острові Малл, західна Шотландія

Сектор рибальства у Великій Британії ( станом на  2018  ) 22 000 робочих місць, пов’язаних з переробкою риби, 6 036 суден, зареєстрованих у Великій Британії, і 11 961 рибалка.  У британській економіці рибальський сектор має вартість £ 784 млн. Для порівняння, фінансові послуги мають вартість £132 мільярд.  Незважаючи на незначну частку економіки, рибальство має велике значення як для Великої Британії, так і для прибережних держав ЄС поблизу.   У 2018 році 75% усіх морепродуктів, виловлених у Великій Британії, було експортовано, більшість – до ЄС, тоді як дві третини морепродуктів, які споживаються у Великій Британії, імпортуються. 
ЄС має спільну рибальську політику (CFP), яка дозволяє рибалкам ЄС доступ до вод будь-якої іншої країни-члена ЄС за межами перших 12 морських миль (22 км) від узбережжя.  Після закінчення перехідного періоду Велика Британія стане третьою стороною прибережної держави з, відповідно до Конвенції ООН з морського права, « виключною економічною зоною » в 200 морських миль від узбережжя.   Відповідно до CFP, квоти на вилов розподіляються для окремих видів і розподіляються між державами-членами, які, у свою чергу, розподіляють їх між рибалками.  Більшість британських квот зосереджено на кількох компаніях, і більше половини квот контролюється іноземними компаніями. Велика Британія не має рибальських потужностей, щоб повністю виловити свої дозволені квоти. 
У березні 2020 року ЄС пов’язав переговори щодо рибальської політики з торговельними переговорами, тоді як Велика Британія хоче тримати їх окремо.  Необхідно обговорити тривалість угоди: ЄС очікує постійної угоди, Велика Британія очікує, що щорічна угода, подібна до Норвегії, буде відповідати біології риби, прагненням рибалок і науці про рибальство.  ЄС може піти на поступки Великій Британії в рибальстві залежно від поступок Британії в фінансах . 
В обмін на право європейських траулерів ловити рибу в британських водах Франція в лютому 2020 року запропонувала Британії отримати право продавати свою рибу та морепродукти на європейському ринку. 